# Juan José de Bonilla y Herdocia
Juan José de Bonilla y Herdocia fue un político costarricense, firmante del Acta de Independencia de Costa Rica.
Nació en Cartago, Costa Rica, el 21 de octubre de 1790. Sus padres fueron Félix de Bonilla y Pacheco y Rafaela Herdocia Fernández de la Pastora. Casó el 28 de noviembre de 1816 en Cartago con María Teodora Ulloa Soto; hija de Félix de Alvarado y Pacheco y María Marcela Ulloa y Soto, y hermana de Nicolás Ulloa Soto, jefe de Estado electo en 1835.
Fue regidor de Cartago en 1821 y en esa calidad asistió el 29 de octubre de 1821 a la sesión del Ayuntamiento de Cartago en la que se suscribió el Acta de Independencia de Costa Rica.
Fue miembro de la Junta Superior Gubernativa presidida por José Santos Lombardo y Alvarado (enero-marzo de 1823) y miembro suplente de la Diputación de Costa Rica presidida por Rafael Francisco Osejo, que fue derrocada por el golpe monárquico del 29 de marzo de 1823.
Posteriormente fue diputado y se distinguió como uno de los legisladores que apoyó en 1834 la emisión de la Ley de la Ambulancia. Participó en la guerra civil de 1835 o Guerra de la Liga, cuyo caudillo formal fue su cuñado Nicolás Ulloa Soto, y después de la cual fue confinado en una de sus propiedades.
Fue un hombre muy acaudalado, que efectuó varios viajes al exterior y poseyó valiosas haciendas en Guanacaste.
Murió en Cartago el 2 de septiembre de 1847.
- Datos: Q6300184